# منوچهر دوم شروان
ابومظفر منوچهر فرزند فریبرز نخست شروان، شاه شروان (۴۸۵–۴۷۵ هجری خورشیدی) از دودمان کسرانی بود. او به گمان در دوران فرمان‌روایی پدر فرماندار گنجه بود. در روزگار فریبز، برای نخستین بار غزان سلجوقی به فرماندهی ملکشاه سلجوقی به اران و شروان تاختند. فریبرز که مردی سیاستمدار بود، در اران با ملک‌شاه دیدار کرد و متعهد شد که سالانه هفتادهزار دینار خراج برای ملکشاه بفرستد. این مبلغ بعدها کاهش یافت. پس از پدر، منوچهر نیز اگرچه خراج‌گزار سلجوقیان ماند، افزون بر شروان، بر گنجه نیز به فرمان می‌راند.
در نوشته‌ها گاه منوچهر دوم با نوه ش، منوچهر سوم، اشتباه گرفته می‌شود. این اشتباه شاید از آن رو باشد، که دوره فرمان‌روایی منوچهر دوم و پسر ش فریدون نخست کوتاه بود و هر دو کمابیش خراج‌گزار سلجوقیان بودند و اسناد چندانی هم از دوران شان به جای نمانده است. چه‌بسا از همین رو به ویژه منوچهر دوم در شمار نیامده است و منوچهر سوم همان منوچهر دوم دانسته شده و آن چه او در روزگار دراز فرمان‌روایی ش کرده است، به نام منوچهر دوم ثبت شده است. شاید این بیت فلکی شروانی در مدح عصمةالدین، دختر فریدون نخست و خواهر منوچهر سوم، هم مزید بر علت شده باشد. فلکی اگرچه به‌روشنی می‌گوید، که عصمةالدین گوهر کان فریدون شهید است، اما او را میوه شاخ فریبرز نیز می‌خواند:
| میوه شاخ فریبرز ملک  |  | سر به باغ ملک آبا دیده ام |
| گوهر کان فریدون شهید |  | بر فراز تاج دارا دیده ام  |

که چه‌بسا در ذهن خواننده القا کند، که منوچهر سوم و خواهر ش فرزندان فریبرز بوده اند، حال آن که فریبرز به روزگار ملکشاه سلجوقی درگذشته است و منوچهر سوم با محمود دوم سلجوقی هم‌روزگار بود و به سال ۵۳۹ جلالی درگذشته است. 